# Gentiana glabriuscula
Gentiana glabriuscula är en gentianaväxtart som beskrevs av Harry Sm. och T.N. Ho. Gentiana glabriuscula ingår i släktet gentianor, och familjen gentianaväxter. Inga underarter finns listade i Catalogue of Life.